# دوغ ديفيس (رجل أعمال)
دوغ ديفيس (بالإنجليزية: Doug Davis)‏ هو شخصية أعمال ورائد أعمال أمريكي، ولد في 6 مارس 1974 في نيويورك في الولايات المتحدة.

## وصلات خارجية
- الموقع الرسمي
- دوغ ديفيس على موقع IMDb (الإنجليزية)
- دوغ ديفيس على موقع ميوزك برينز (الإنجليزية)
- دوغ ديفيس على موقع ديسكوغز (الإنجليزية)